# Sečuanska kotlina
Sečuanska kotlina (kitajsko: 四川盆地; pinjin: Sìchuān Péndì), včasih imenovana Rdeča kotlina, je nižinska regija na jugozahodu Kitajske. Z vseh strani je obkrožena z gorami, odmaka pa jo zgornji tok reke Jangce in njeni pritoki. Kotlina ima središče v Čengduju, glavnem mestu province Sečuan, na zahodu in v neposredno upravljani administrativni enoti mesta Čongčing na vzhodu. Zaradi relativno ravninskega površja in rodovitnih tal lahko preživi več kot 100-milijonsko prebivalstvo. Poleg tega, da je prevladujoča geografska značilnost regije, Sečuanska kotlina predstavlja tudi posebno kulturno celoto, ki jo odlikujejo lastni edinstveni običaji, kuhinja in narečja. Slovi po gojenju riža in pogosto velja za žitnico Kitajske. V 21. stoletju se njegova industrijska baza širi z rastjo v visokotehnološki, vesoljski in naftni industriji.

## Geografija
Sečuanska kotlina je obsežno, 229.500 km² veliko nižinsko območje na Kitajskem, ki je obdano z goratimi področji in gorami/gorovji. V velikem delu kotline prevladuje hribovit, razgiban teren. Kotlina prekriva vzhodno tretjino province Sečuan in zahodno polovico občine Čongčing.
Najbolj zahodni del Sečuanske kotline je ravnina Čengdu, na kateri leži Čengdu, glavno mesto province Sečuan. Nižina Čengdu je večinoma aluvialna, tvorijo jo reka Min in druge reke, ki se razprostirajo ob vstopu v kotlino s severozahoda. To ravninsko območje je od ostalega dela kotline ločeno z gorovjem Longčuan. Osrednji deli Sečuanske kotline so na splošno valoviti, prekriti z nizkimi griči, erodiranimi ostanki dvignjenega dna Sečuanske kotline. V nekaterih delih skrajne severne kotline in v okrožju Veijuan na jugozahodu so starodavne nizke gore v obliki kupole. Reka Džjaling vstopa s severa in teče čez celotno širino Sečuanske kotline, da bi se srečala z Jangcejem pri Čongčingu. Severovzhodno od Čongčinga se Jangce prebija skozi gore na vzhodnem robu kotline, znane kot Tri soteske. Druge pomembne reke, ki so skoraj v celoti v porečju Sečuana, so reka Tuo, reka Fu in reka Ču.

### Podnebje
Zaradi okoliških gora sta v Sečuanski kotlini pogosto megla in smog, ki sta posledica temperaturne inverzije, ki jo povzroča konvektivna plast kotline, ki jo prekriva plast zraka, ki se premika proti vzhodu čez Tibetansko planoto.
V porečju prevladuje vlažno, pogosto oblačno podnebje s štirimi letnimi časi, s hladnimi do blagimi zimami, občasno z zmrzaljo, in vročimi, zelo vlažnimi poletji. Intenzivnost poletja se precej razlikuje po celotnem porečju, odvisno od lokacije. Na splošno je podnebje toplejše in bolj vlažno v vzhodnih delih Sečuanske kotline. Podnebje v porečju je po Köppnovi podnebni klasifikaciji razvrščeno kot vlažno subtropsko. Celotno porečje odmakajo reka Jangce in njeni pritoki. 
Glavni krak Jangceja, reka Džinša, vstopi v porečje na jugu pri Jibinu, kjer se sreča z reko Min, ki vstopi v porečje s severozahoda pri mestu Dudžiangjan in teče proti jugu, da se sreča z Džinša pri Jibinu, kjer skupaj tvorita reko Jangce v imenu. Reka Dadu teče z zahoda in se pri Lešanu združi z Minom.

## Geologija
Sečuanska kotlina tvori tog severozahodni rob tektonske plošče Jangce. Zapleten odnos med ploščo Jangce in okoliško Evrazijsko ploščo je razviden na njenih robovih. Orogeneza, ki je nastala zaradi trčenja Indijske plošče z Evrazijsko, se je stisnila ob zahodni rob Sečuanske kotline, predvsem vzdolž preloma Longmenšan, epicentra potresa v Sečuanu leta 2008. Togost kotline prenese večji del vzhodnega gibanja Tibetanske planote, vendar so se znotraj plošče Jangce vzdolž vzhodnih robov Sečuanske kotline oblikovale dramatične gube. Tukaj starodavni prelomi medsebojno delujejo z gorovjem Daba, kar je posledica pritiska med ploščo Jangce in Evrazijsko ploščo v pravokotni smeri.
Do pred 6 milijoni let je Sečuansko kotlino napolnjevalo veliko jezero. Tla kotline so danes v veliki meri izpostavljena rdečemu peščenjaku, zaradi česar je regija dobila vzdevek rdeča kotlina. Dobro ohranjene jurske plasti v Sečuanski kotlini so se izkazale za dragocene za paleontologijo, kot so tiste v formaciji Šašimiao blizu Zigonga, ki ohranja številne ostanke dinozavrov in drugih prazgodovinskih živali.

## Biotska raznovrstnost
Prvotno so Sečuansko kotlino pokrivali zimzeleni širokolistni gozdovi. S človeško poselitvijo se je kmetijstvo ukoreninilo v večini rodovitne kotline in skrčilo prvotni gozd na majhne zaplate na hribih in gorah, vključno z goro Emei. Obsežni grebeni v vzhodni Sečuanski kotlini ohranjajo elemente prvotnih gozdov. V gorah, ki obkrožajo kotlino, kjer je bila poselitev človeka manj intenzivna, se je vsaj delno ohranila večja pestrost naravne krajine in divjih živali. Naravne ekosisteme teh gora je Svetovni sklad za naravo uvrstil med iglaste gozdove Čionglai-Minšan na severozahodu in zimzelene gozdove gorovja Daba na severovzhodu in vzhodu.
Prej poznana le v fosilih in za katero so mislili, da je izumrla, je bila sekvoja (Metasequoia glyptostroboides) ponovno odkrita leta 1943 v hribovitem okrožju Ličuan na vzhodnem gorskem obrobju Sečuanske kotline. Sekvoja Dawn je značilna po tem, da je listopadni iglavec.

## Človeški razvoj

### Zgodovina
V primerjavi z območji, ki obdajajo zgornji tok Rumene reke in Severnokitajsko nižino, je Sečuanska kotlina igrala obrobno vlogo v razvoju kitajske civilizacije. Zaradi rodovitnih kmetijskih značilnosti porečja so se številne kulture razvile pred vključitvijo v starodavne kitajske dinastije. Ni pisnih zapisov o zgodnjih kulturah v porečju Sečuan. Malo je znanega o tem območju od takrat, ko je bil vzpostavljen stik s Šangom in Džovom ter z arheološkega najdišča Sanšingdui. Med znanimi starodavnimi kulturami je prevladovala država Šu, ki je bila neodvisna od Džova, dokler je ni strateško osvojil Čin leta 316 pred našim štetjem v obdobju vojskujočih držav. Sečuanska kotlina je bila vključena v cesarsko Kitajsko pod dinastijo Čin, za katero je bila pomemben kmetijski vir.
V obdobju treh kraljestev je bila Sečuanska kotlina središče druge neodvisne države Šu, dokler je v 3. stoletju n. št. ni ponovno združila s Kitajsko dinastija Džin. Približno v tem času je bilo prebivalstvo kotline ocenjeno na 1 milijon, pri čemer je bil Čengdu vodilno mesto. Po propadu dinastije Tang leta 907 je Sečuanska nižina postala dom tretje države Šu, ki je tokrat trajala le dve desetletji. Med zaporednimi kitajskimi dinastijami je bila Sečuanska kotlina trdno povezana z Veliko Kitajsko. Množične migracije so se zgodile med dinastijo Ming, ko je kotlina postala ena glavnih regij Kitajske za proizvodnjo riža. Prebivalstvo porečja se je močno zmanjšalo v 17. stoletju zaradi opustošenja, ki so ga povzročili lakota, vojna in možni genocid. Po tem času je bilo porečje ponovno naseljeno z izseljenci iz Kitajske, ki so dodatno asimilirali edinstvene kulture in ljudstva, ki so naseljevali porečje. Med drugo kitajsko-japonsko vojno, ko so velik del vzhodne Kitajske zasedle japonske sile, je Čongčing v Sečuanski kotlini služil kot glavno mesto Republike Kitajske.

### Demografija in gospodarstvo
Sečuanska kotlina je zaradi obsežnih rodovitnih ravnin že dolgo podpirala visoko koncentracijo človeške populacije. Glavni središči prebivalstva Čengdu in Čongčing sta cveteli, njihova zaledja pa zagotavljajo osnovne izdelke, kot so riž, pšenica in ječmen. Namakanje v zahodnem delu porečja že več kot dve tisočletji nadzoruje monumentalni namakalni sistem Dudžjangjan, kjer se izliva reka Min. Regija je bila znana kot velika žitnica Kitajske, zlasti v 20. stoletju v času vojne. Sečuanska kotlina je med Maovim Velikim skokom naprej postala tudi glavno središče industrijskega razvoja. V novejšem času sta se Sečuanska kotlina in koridor med Čengdujem in Čongčingom razvila kot gospodarsko središče, znano kot območje Čengju. To območje je večinoma v stiku s kotlino; je del načrta blagovne znamke kitajske vlade za privabljanje naložb na to območje. Kemična, tekstilna, elektronska, vesoljska in živilska industrija so bile razvite kot del območja Čengju. Druga nastajajoča industrija v porečju je naftna industrija, ki trenutno raziskuje in črpa zaloge nafte, zaklenjene pod vzhodnimi deli porečja.
Medtem ko je rast prebivalstva med velikim skokom naprej stagnirala, si je od takrat opomogla. Danes ima bazen približno 100 milijonov prebivalcev. Upravno je bilo celotno porečje del province Sečuan, dokler Čongčing leta 1997 ni bil ločen na občino na ravni province. Pomembna mesta v porečju Sečuan so še Guangjuan, Mianjang, Dejang, Nančong, Guang'an, Dadžou, Ja'an, Meišan, Lešan, Zijang, Suining, Neidžjang, Zigong, Jibin in Ludžou. Nekdanji mesti Fuling in Vandžou zdaj veljata za okrožji v Čongčingu, vendar ohranjata status ločenih mestnih središč ob Jangceju.

### Kultura
Nekateri edinstveni elementi sečuanske kulture ostajajo v porečju. Sečuanska kuhinja danes slovi po svojih edinstvenih okusih in stopnjah pikantnosti. Sečuanska veja mandarinske kitajščine je komaj razumljiva s standardno mandarinščino in izvira iz sečuanske kotline. Danes se sečuanščino govori po vsej vzhodni provinci Sečuan, Čongčing, južni Šaanši in zahodni Hubei.